# 라트마노프섬
라트마노프섬(러시아어: Остров Ратманова) 또는 빅다이오미드섬(영어: Big Diomede)는 베링 해협 중간에 위치한 다이오메드 제도의 섬 중 서쪽의 것으로, 러시아령이다. 인접한 리틀다이오미드섬은 동쪽으로 약 3.75km (2.33 마일) 떨어져 있지만 미국의 영토이다. 리틀다이오미드섬과 달리 라트마노프섬은 상주 인구가 없다. 원주민들은  이멜린(축치어: Имэлин)이나 이마클리크(이누피아크어: Imaqłiq)라고도 불렀다.

## 역사
본래 원주민인 이누피아크족이 살았다. 유럽인의 접촉은 1648년 러시아의 탐험가 세묜 데즈뇨프의 발견이 최초이다. 1728년, 러시아 정교회에서 성 디오메데스의 날로 기리는 8월 16일에 비투스 베링이 이곳에 처음 상륙하였다. 1867년 알래스카 매입 당시 미국과 러시아의 국경이 디오메데스 제도 중간을 가로지르도록 책정되었다.
제2차 세계 대전 동안에 라트마노프섬은 군사 기지로도 사용되었다. 2차 대전 이후 소련 당국은 국경 너머 미국과의 접촉을 막기 위해 이곳의 인구를 본토로 이주시켰고 현재도 상주인구가 없다.
1971년 소련 국경경비대 소속의 리수노프 Li-2기가 사고로 섬 중앙부에 추락하는 일이 발생했다. 승무원들은 부상을 입었지만 모두 생존했으며, 사고 기체는 아직도 섬에 남아있다.

## 같이 보기
- 러시아의 섬 목록